# Anna van Bohemen (-1265)

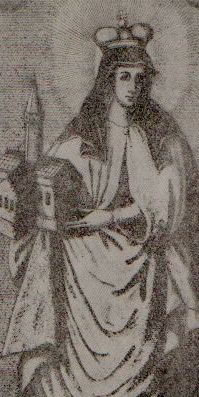
Anna van Bohemen

Anna van Bohemen (1201/1204 - 23 juni 1265) was een Boheemse prinses en door haar huwelijk hertogin van van Silezië, Krakau en groter Polen. Na de dood van haar man in 1241 was zij regentes voor haar minderjarige zoon. Zij was stichteres en beschermvrouwe van een aantal kloosters.

## Biografie
Anna van Bohemen was de dochter van koning Ottokar I van Bohemen en diens tweede vrouw Constance van Hongarije. Zij trouwde in 1214 (of 1218) met Hendrik van Neder-Silezië, ook wel Hendrik de Vrome genoemd,  die in 1238 zijn vader opvolgde als hertog Hendrik II van Silezië, Krakau en groter Polen. Toen Hendrik II op 9 april 1241 sneuvelde tijdens de slag bij Liegnitz werd Anna regentes voor hun minderjarige zoon, de latere Bolesław II van Liegnitz.  
Met haar zoon stichtte ze in 1241 een klooster in Grussau. Samen met haar jongere zuster Agnes van Bohemen nam zij het initiatief voor de stichting van een clarissenklooster in Wrocław (Breslau). Na de oprichting van dit klooster in 1256 bleef zij het actief ondersteunen met giften. Mogelijk trad ze zelf na 1241 in de Derde Orde van de Franciscanen. Zij stierf in 1265 en is begraven in Trzebnica (Treibnitz).

## Wetenswaardigheden
Anna van Bohemen was een zuster van de heilige Agnes van Bohemen, een schoondochter van de heilige Hedwig van Silezië en een nicht van de heilige Elisabeth van Thüringen.

## Nakomelingen
Anna van Bohemen en Hendrik II hadden de volgende kinderen:
1. Gertrude (1218/20 – 1247), getrouwd met prins Boleslaw I van Mazovië
2. Constance van Wrocław (1221 – 1257),  getrouwd met hertog Casimir I van Koejavië
3. Bolesław II van Liegnitz (1220/25 – 1278)
4. Mieszko van Lubusz (1223/27 – 1242)
5. Hendrik III van Silezië (1227/30 – 1266)
6. Koenraad I van Glogau (1228/31 – 1274)
7. Elisabeth van Wrocław, getrouwd met Przemysl I van Polen  (ca. 1232 – 1265)
8. Wladislaus van Silezië, aartsbisschop van Salzburg  (1237 – 1270)
9. Agnes (1236 – na 1277) - leefde in het St Clara klooster in Wroclaw
10. Hedwig (1238/41 – 1318), abdis van St Clara, Trzebnica.